# بطن عاقل
بطن عاقل: منطقة تاريخية مندثرة في الجزيرة العربية، تقع إلى الشرق من مدينة الرس السعودية، وبينهما (10) أكيال فقط.
كانت في الجاهلية موطن لقبائل عدة من بنو أسد وبنو تميم وذكرت في الأشعار قديما.

## ماذكره المؤرخون
- قال الأصفهاني: (إذا جزت رامة صرت إلى بطن عاقل وهو ماء على الطريق).[1]
- قال وكيع : (وعلى أحد عشر ميلاً من رامة بطن يقال له بطن عاقل به آبار كثيرة) [2] وقال أيضا (ومن رامة إلى إمرة سبعة وعشرون ميلاً)، [3]
- قال نصر: (وبطن عاقل على طريق حاج البصرة بين رامتين وإمرة).[4]

وبما أن موقع رامة معروف حاليا، وقام وكيع بتحديد بعد بطن عاقل عن رامة بأحد عشر ميلاً، وأن الذي تلي بطن عاقل من المنازل هي إمرة
ولتحديد المتعشى فإن الخطوة الأولى أن نحدد أي الأودية هو عاقل والخطوة الثانية أن نقوم بالقياس من منزل رامة الذي هو واضح المعالم ومتفق عليه ونسير بسمت مناسب باتجاه امره وهي واضحة ومحددة وننظر على أي وادٍ نقع، أن الأحد عشر ميلاً يقارب واحد وعشرون كيلاً ولا ينافس في هذا البعد وادٍ غير وادي النسا، يضاف إلى ذلك وصف نصر في كتابه المذكور آنفا (ص 215)الجزء الثاني بأنه (وادٍ: إمرة في أعاليه الرمة في أسافله) ووادي دخنة يأتي من الجنوب من جهة قرية دخنة فهو إذن لهذه الأسباب وغيرها ليس بطن عاقل بل هو منعج وقد أشار إلى ذلك الأستاذ حمد الجاسر في حاشيته على كتاب نصر صفحة 215 من الجزء الثاني حيث قال: (أما منعج فهو وادي دخنة).
ويؤيد أن وادي النسا هو عاقل ماذكره نصر في الجزء الثاني من كتابه الأمكنة (ص 215)حين قال واصفاً عاقل: (إمرة في أعاليه والرمة في أسافله) فإن وادي النسا أعاليه جهة إمرة غرباً وهذا لا ينطبق على وادي دخنة كما أسلفنا، ولكن هذا لا يمنع أن وادي النسا يلتقي مع وادي الأرطاوي ثم يصبان في وادي الرمة بعد البدائع ولكن الأرطاوي ليس عاقلاً لأنه ليس على السمت وهو وإن كان يأتي من الغرب إلا أنه لا يأتي من قبل إمرة ولكنه يأتي من مكان قريب من قرية أبو عشير (عشيرة) ولذلك فهو عندها يسمى وادي أبو عشير ويقول ياقوت في معجمه الجزء الرابع صفحة 68 في سياق كلامه عن عاقل (وهو يناوح منعجاً من قدامه وعن يمينه أي يحاذيه) وهذا وصف لطبيعة العلاقة بين وادي النسا (عاقل قديماً) ووادي دخنة (منعج قديماً)، ومن مؤيدات ذلك: وصف الأقدمين للأنعم والأنعمين على النحو التالي حيث يقول نصر في الجزء الأول صفحة 111 من كتابه: (أما بفتح العين جبيل ببطن عاقل بين اليمامة والمدينة عند منعج وخزاز) ويقول الأصفهاني في كتابه بلاد العرب صفحة 385: (وبجنب منعج خزاز وهو جبل والأنعمان ببطن عاقل وهما جبيلان صغيران قال مهلهل:
بات ليلي بالأنعمين طويلاً
أرقب النجم ساهراً أن يزولا)
وهذا من مؤيدات أن ربيعة في هذه المواطن حيث يقول الأصفهاني في كتابه السابق ذكره بعد سوقه لهذا البيت (وكانت منازل ربيعة هناك) فليعلم.
ويقول ياقوت في معجمه الجزء الأول طبعة أبوظبي صفحة 503: (الأنعمان واديان) ولعل الجامع بين كلام ياقوت بأنهما واديان وقول نصر والأصفهاني السابقين بأنهما جبيلان أن الأنعمين وهما يسميان حالياً القشيعين عبارة عن جبيلين يتخللهما وادٍ أو أكثر ولكنها صغيرة والشاهد من إيرادنا للكلام عن الأنعمين وصفهما بأنهما ببطن عاقل الذي يمر شرقهما وادي النسا قبل أن يلتقي بوادي الارطاوي عند السحقان بعد العبيلين إلى الشرق من الرس ويتجهان إلى الشمال الشرقي حيث يصبان في وادي الرمة بقرب البدايع ويسمى الآن ملتقاهما بالعاقلي لدى الأهالي حتى يصب في بطن الرمة وهنالك قرية تحمل هذا الاسم العاقل إلى الشرق من الرس.
وعاقل بالقاف واللام بلفظٍ ضد الجاهل وهو من التحصن في الجبل يقال: وعلٌ عاقل إذا تحصن بوزره عن الصياد والجبل نفسه عاقلٌ أي مانع (معجم البلدان (4/ 68).
المتأخرون وبطن عاقل ومتعشياته:
قال الأستاذ عبد الله الشايع في كتابه (نظرات في معالم البلدان) (3 ص 99)
(الاتجاه إلى متعشى بطن عاقل: قبل غروب الشمس نزلت من مرتفع رامه باتجاه القبلة إلى بطن عاقل وقد حرصت على تتبع أميال الطريق لعلي اعثر على أي اثر يدل على متعشى بطن عاقل الواقع بين رامة وإمرة.. وقد تحدثت عن هذا الجزء من الطريق في كتابي الأول ولم تكن هذه المرة بأفضل من سابقتها إذ لم أعثر على أي أثر لهذا المتعشى نظراً لما أحدث في بطن الوادي وما حوله من تغييرات أدت إلى اختفاء كثير من المعالم السابقة هناك).
ومن الملاحظ أن الأستاذ عبد الله لم يحدد أي الأودية هو عاقل رغم أنه أرفق بحثه في كتابه خارطة أشار فيها ليس فقط إلى بطن عاقل وإنما إلى متعشى بطن عاقل ولم يحدد أي الأودية هو عاقل وأين هذا المتعشى الذي حدده على الخريطة على الطبيعة وما هي إحداثياته وأين يقع ولكنه على الخارطة التي أرفقها وضع بين قوسين صغيرين بجوار كلمة بطن عاقل (وادي دخنة) فهل يقصد أنه يرى أن وادي دخنة هو بطن عاقل أم أنها مصادفة أن وقعت كلمة وادي دخنة بقرب كلمة بطن عاقل؟!
أين يقع متعشى بطن عاقل؟:
تم التوصل إلى هذا المتعشى الذي يبعد عن رامة مايقارب 21 كيلاً وهو يجاور وادي النسا - بطن عاقل قديماً - إلى الغرب منه وهو بعض الآبار والأساسات الحجرية والآثار ويقع عند الإحداثيات:
N25 35 842
E043 37.666
ولحسن الحظ فإن الموقع في الصحراء بعيداً عن أيدي العابثين حيث يقع أقرب البلدان عنه على بعد ما يقارب خمسة كيلومترات، وإني أوجه رسالة إلى السياحة العامة والآثار لحفظ الموقع وحمايته وإجراء الدراسات الأثرية المناسبة عليه فهو يحكي سنين متطاولة قد تنيف على ألف وثلاثمئة سنة فهو جدير بالاهتمام، والله الموفق،
صحيفة الجزيرة - وَرّاق الجزيرة- بطن عاقل على طريق حاج البصرة بين الوادي والمتعشى 